# Lill-Mörttjärnen, Västerbotten
Lill-Mörttjärnen är en sjö i Norsjö kommun i Västerbotten och ingår i Skellefteälvens huvudavrinningsområde.